# El secreto de Isabel
El secreto de Isabel es una telenovela chilena producida por Protab para Televisión Nacional de Chile en 1977, protagonizada por Malú Gatica, y con las actuaciones de Shlomit Baytelman, Ana María Palma y Ximena Vidal.
Por problemas de índole político, fue sacada de la programación del canal estatal, siendo emitido solamente el primer capítulo, el 21 de marzo de 1977, pero se grabó completamente. Con la suspensión de la telenovela, se deduce que la trama, que giraba en torno a la pérdida de un hijo y su búsqueda, era un tema conflictivo para el gobierno dictatorial de la época. El realizador Ricardo Miranda (uno de los administradores de la productora Protab) señaló al diario El Mercurio el 26 de agosto de 2001 que "se esparció el rumor de que todos los actores y directores de Protab eran comunistas. Al día siguiente, [la telenovela] salió de pantalla”.

## Argumento
Isabel (Malú Gatica) era una orgullosa madre de tres hijas. Chabela (Shlomit Baytelman), la mayor, estaba de noviazgo con Eduardo (Luis Vera) y estudiaba medicina, Rosaura (Ana María Palma), la segunda hija, trabaja como cajera en el centro de Santiago y Teresita (Mane Nett), la menor, aún estudiando en la escuela. El problema de la exitosa familia era que una de las hijas no era de Isabel, sino que sólo de su padre.

## Reestreno
El 26 de julio de 2023, y con motivo del lanzamiento del canal de contenido de archivo histórico TVN3, el canal estatal anunció el reestreno de la teleserie para la nueva señal, con todos los capítulos restantes que originalmente no pudieron emitirse, debido a la censura impuesta por la dictadura militar. En diciembre de 2024 se anunció que la teleserie continuaba en su proceso de digitalización y se esperaba su estreno durante 2025.

## Elenco
- Malú Gatica como Isabel de La Rioja.
- Shlomit Baytelman como Chabela de La Rioja.
- Ana María Palma como Rosaura de La Rioja.
- Mane Nett como Teresita de La Rioja.
- Fritz Kühne como Señor de La Rioja.
- Gabriela Medina como María.
- Luis Vera como Juan Carlos.
- Ximena Vidal
- Gonzalo Robles
- Yoya Martínez
- Consuelo Holzapfel

## Ficha técnica
- Año: 1977
- Producción: Protab
- Capítulos: 88 (previstos)
- Autor: Tito Palacios
- Guion: Tito Palacios, Flor Hernández y Reinere Sanhueza
- Jefa de vestuario: Fedora Penelli
- Jefe de composición musical: Patricio Bazáes
- Producción: James O'Brien
- Dirección: José Caviedes
- Producción ejecutiva: Ricardo Miranda